# Émile Nurenberg
Émile Nurenberg (Niederkorn, 12 dicembre 1918 – Differdange, 9 luglio 1990) è stato un calciatore lussemburghese, di ruolo attaccante.

## Carriera

### Club
Ha sempre giocato nel campionato lussemburghese.

### Nazionale
Ha rappresentato la Nazionale del suo paese alle Olimpiadi del 1948.